# عبد العزيز البيشي
عبد العزيز علي البيشي، لاعب كرة قدم سعودي، يلعب في نادي الاتحاد .
مثل نادي حطين في الفئات السنية و انتقل إلى نادي الشباب عام 2013 و أعاره نادي الشباب إلى نادي التعاون عام 2017 و إنتقل إلى نادي الفيصلي عام 2018 و انتقل إلى نادي الاتحاد مطلع عام 2019 .

## روابط خارجية
- عبد العزيز البيشي على موقع إي إس بي إن إف سي (الإنجليزية)
- عبد العزيز البيشي على موقع ناشيونال فوتبول تيمز (الإنجليزية)
- عبد العزيز البيشي على موقع Soccerway.com (الإنجليزية)
- عبد العزيز البيشي على موقع عالم كرة القدم.نت (الإنجليزية)